# Oradea
Oradea (en húngaro: Nagyvárad, en alemán: Großwardein, en latín: Varadinum) es una ciudad de Rumanía. La ciudad tiene propiamente 206.614 habitantes (censo 2002), pero el área metropolitana tiene cerca de 240.000 habitantes. Oradea es una de las ciudades más prósperas del país.

## Geografía
La ciudad se halla cerca de la frontera húngara al lado del río Crişul Repede (Sebes-Körös en húngaro).

## Historia

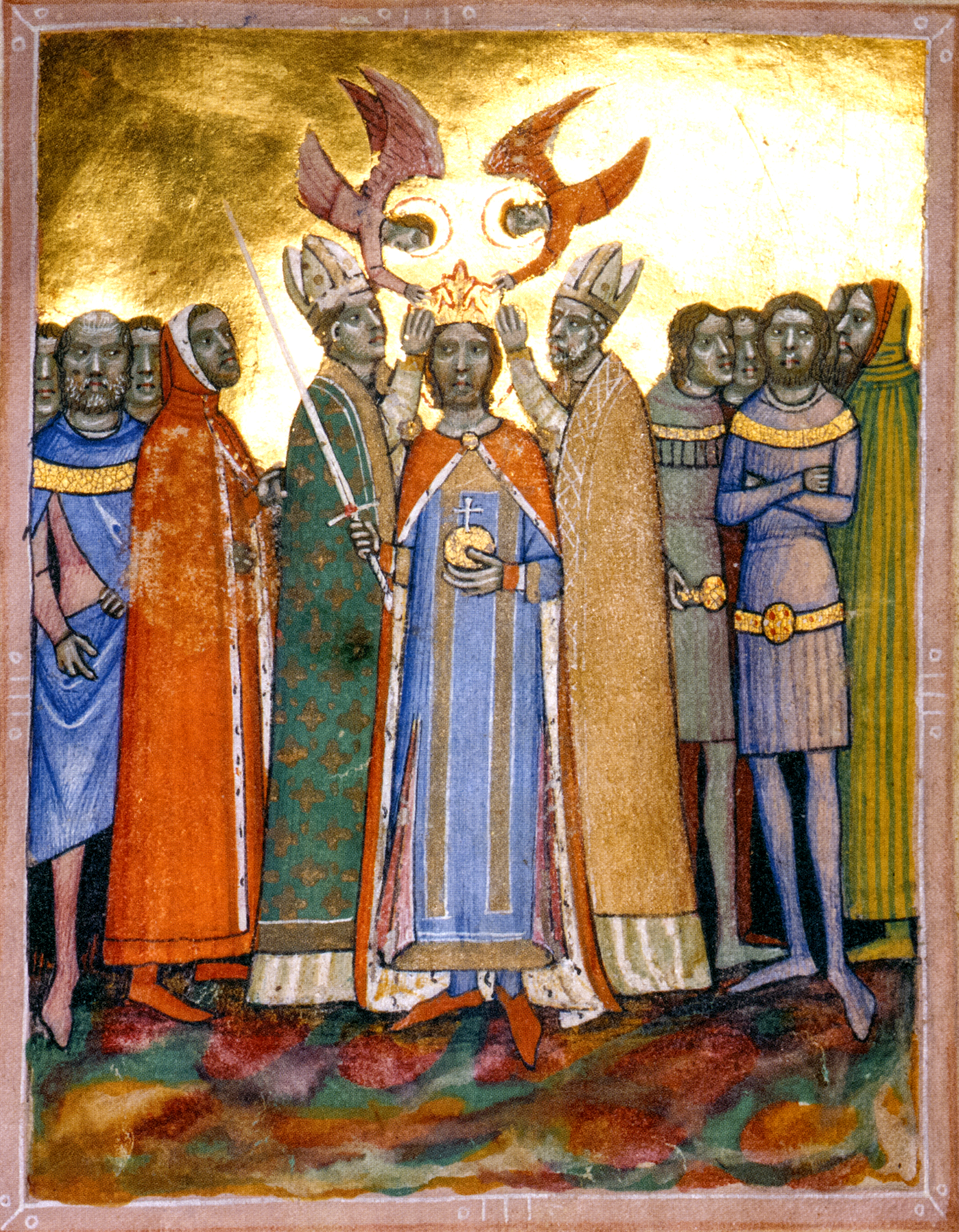
La ciudad de Oradea (Nagyvárad) estuvo estrechamente vinculada con el culto al rey San Ladislao I de Hungría durante toda la Edad Media, pues él fundó el primer monasterio y ahí fue enterrado. Por esto, se convirtió en un lugar de peregrinación de gran importancia en la Europa Central.

Desde la fundación del Reino de Hungría en el 1000 por el rey San Esteban I de Hungría, este asentamiento fue uno de los más representativos de la zona. Su primera mención histórica fue bajo el nombre de Varadinum (en latín) a comienzos del siglo XI cuando existía una fortaleza de murallas de tierra. Fue el rey San Ladislao I de Hungría quien fundó un monasterio en el lugar del castillo, que ha sobrevivido hasta la actualidad. A este monasterio mudó la diócesis de Bihar el rey húngaro entre 1083 y 1095. Fue en este mismo lugar religioso donde el rey húngaro fue enterrado tras su muerte.
El culto temprano al rey Ladislao fue tomando fuerza a través de los años. Como señal de respeto y admiración, así como fe en su personalidad santa, Esteban II de Hungría fue enterrado en esta ciudad junto a San Ladislao en 1131. Según la leyenda, para el momento en que fue santificado Ladislao bajo el reinado de Bela III de Hungría en 1192, los embajadores papales quedaron completamente convencidos de su santidad al ver sobre su tumba en el monasterio el resplandor de dos luces rojas muy brillantes. A partir de este momento el asentamiento se convirtió en uno de los lugares de peregrinación cristiana más famosos del reino húngaro.
Igualmente, el rey Andrés II de Hungría, quien condujo la Quinta Cruzada, también fue enterrado tras su muerte en 1235 en la misma catedral. La fortaleza de Varadino, cuyas ruinas todavía se conservan, fue mencionada en 1241 por el obispo húngaro Roger de Apulia, a propósito de reparaciones que debían realizarse para prevenir ataques de los tártaros contra la ciudad, la cual fue severamente dañada luego de la invasión. La basílica en honor de san Ladislao fue totalmente destruida y quemada, y sus reliquias santas apenas pudieron ser rescatadas. De esta forma, será el rey Bela IV de Hungría quien la restaurará, junto con las demás ciudades principales del reino, y construirá un sistema defensivo de castillos a lo largo de las fronteras húngaras para prevenir una posible invasión mongol posterior.
En el transcurso del siglo XIV, numerosos reyes húngaros visitaron la ciudad santa para rendir culto a San Ladislao. Luis I de Hungría fue en varias ocasiones para pedirle al caballero santo húngaro que lo asistiese en sus campañas militares contra el reino de Nápoles; también se presentó en un par de oportunidades para agradecer su intercesión. 
El 20 de mayo de 1390 el rey Segismundo de Hungría y su esposa la reina María I de Hungría hicieron erigir una estatua colosal de San Ladislao cubierta de oro frente al monasterio. La estatua fue hecha por los hermanos Kolozsvári por orden del obispo de Várad (Oradea), Juan Czudar. Tiempo después, en 1395, cuando falleció la reina María de Hungría, su esposo Segismundo la hizo enterrar en Varadino debido a la profunda devoción de ambos por San Ladislao de Hungría. Igualmente en 1437, Segismundo fue enterrado junto a su esposa según sus designios en vida en la basílica en honor de san Ladislao.
A finales de 1402, cuando Segismundo aún gobernaba y la nobleza húngara llegó a estar descontenta con él, algunos aristócratas decidieron buscar un nuevo candidato para el trono de Hungría. Para ello llamaron a Ladislao I de Nápoles, familiar lejano del fallecido Luis I de Hungría, y el grupo de nobles, encabezado por los influyentes Juan Kanizsai y Detre Bebek, juraron lealtad junto a sus seguidores al rey napolitano de la casa Anjou en la ciudad de Gran Varadino, al lado de la tumba del rey San Ladislao I de Hungría (conspiración que posteriormente se cerró sin éxito).
Janus Pannonius y su tío, el posterior arzobispo húngaro Juan Vitéz, fueron canónigos en esta ciudad entre 1445 y 1465. En 1474 Ali, el comandante turco otomano de Szendrő, avanzó con su ejército sobre la ciudad, pero no pudo tomar el castillo. Luego de esto la fortaleza fue reforzada aún más. Sin embargo, no fue hasta el siglo XVI cuando la ciudad inició su crecimiento como área urbana.
En 1514 un ejército de campesinos asedió la ciudad en vano, pues no pudo ocuparla. Tras la derrota en la batalla de Mohács en 1526, el reino húngaro cayó en crisis, pues no solamente los turcos otomanos invasores habían vencido a los húngaros, sino que también el rey Luis II de Hungría murió en la batalla y el trono quedó vacante. El conde húngaro Juan Szapolyai se hizo coronar rey, pero al poco tiempo el príncipe germánico Fernando I de Habsburgo reclamó sus derechos por haber tomado a la hermana del fallecido rey, y también fue coronado. Hubo entonces dos reyes, quienes libraron una batalla tras otra por el control del Estado. 
En 1538 los dos antirreyes firmaron la paz en Oradea, pero los conflictos terminaron agravándose, pues el reino húngaro se dividió en tres partes: Una occidental bajo el poder de los Habsburgo, una central en las manos del Imperio otomano y una oriental en la forma del Principado de Transilvania, a la cual pertenecía Oradea. El Principado transilvano estuvo controlado por los nobles húngaros que se resistían a permitir que los germánicos tuviesen la corona del reino y controlasen territorios en el oeste. En 1556, el príncipe Juan Segismundo Szapolyai de Transilvania, hijo del fallecido Juan Szapolyai, se decidió a recuperar la ciudad de manos germánicas en las que había caído poco tiempo antes, por lo que su comandante Tomás Varkoch la asedió y ocupó exitosamente. A consecuencia del asedio, el castillo sufrió enormes daños, quedando casi totalmente destruido. Al poco de haber sido reconstruido, fue asediado por los turcos en 1598, pero tras fracasar se retiraron.
El 27 de octubre de 1613 en medio de un inestable clima político, el príncipe Gabriel Báthory de Transilvania fue asesinado en las inmediaciones de la ciudad, tras lo cual fue sucedido por el conde húngaro Gabriel Bethlen, uno de los más ilustres gobernantes de Transilvania. El 6 de junio de 1660 murió en Oradea el príncipe Jorge Rákóczi II de Transilvania luego de haber recibido heridas mortales en la batalla de Százfenes contra los turcos. En ese mismo año, el 14 de julio el pachá turco Alí puso bajo asedio a Oradea y consiguió ocuparla el 28 de agosto, convirtiéndola en la capital del eyalato de Varat. En los siguientes años la nobleza húngara intentó liberar Oradea del control otomano, pero no lo consiguió: primero Ladislao Rákóczi en 1664 y posteriormente Luis Guillermo de Baden-Baden en 1689.
El 15 de octubre de 1685, el pachá recibió al conde Emérico Thököly en Oradea, quien pretendía derrocar a los Habsburgo para recuperar el reino húngaro y reunificarlo bajo su figura. Sin embargo, el ejército germánico avanzó hacia Hungría en 1686 y liberó la ciudad capital de Buda, que se hallaba bajo dominio otomano. Las fuerzas cristianas fueron marchando por los territorios orientales, expulsando a los turcos definitivamente, tras haber ocupado el reino durante más de un siglo. En 1692, el general germánico Sigbert Heister consiguió liberar Oradea del poder otomano y quedó bajo el control de Leopoldo I de Habsburgo, quien era, aparte de emperador germánico, rey húngaro y rey bohemio.
Después de que Hungría fuese reunificada bajo los Habsburgo en la Paz de Karlowitz, estos se esforzaron por remodelar ciertos asentamientos abandonados durante las guerras contra los turcos. En los años 1700 el ingeniero vienés Franz Anton Hillebrandt planificó la ciudad en el estilo barroco y a partir de 1752, muchos de los sitios de interés actual empezaron a ser construidos. Entre ellos se encuentra la catedral católica, el arzobispado y el Muzeul Ţării Crişurilor (Museo del País de Criş).

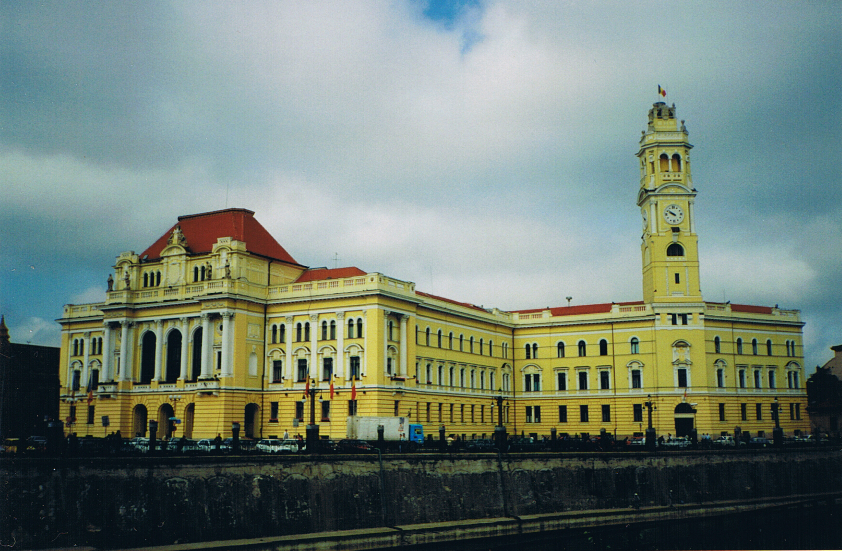
Ayuntamiento de Oradea.

Después de la Primera Guerra Mundial, Hungría fue despojada en 1919 del 70 % de sus territorios, entre los cuales la región de Transilvania pasó a formar parte de Rumanía. Se tiene conocimiento de que el gobierno comunista rumano condujo una campaña de rumanización bajo la cual eliminaron numerosos monumentos que ligaban a la ciudad con Hungría, reemplazándolos por otros nuevos de diferente connotación.

## Economía
Oradea ha sido por muchos años una de las ciudades más prósperas del país, principalmente debido a su ubicación junto a la frontera húngara, convirtiéndola en punto de paso hacia la Europa occidental. A partir de 1989, Oradea ha tenido un fortalecimiento económico sobre todo debido al incremento de los servicios y el consumo. Su tasa de desempleo es del 6%, un poco inferior al promedio rumano, aunque superior al del condado de Bihor. Su población constituye el 34,5% de la población del condado. Sus principales industrias son fábricas de muebles, textiles, vestido, calzado y alimentación.
En 2003, abrió el Centro Comercial Lotus, primer gran centro comercial de la ciudad.

## Distritos
La ciudad está dividida en los siguientes distritos (cartiere en rumano): Centru Oradea (casco central), Vie, Nufărul, Rogerius, Velenţa, Cantemir, Ioşia.

## Transporte
La red de transporte público consta de tres líneas de tranvía y varias líneas de autobús. La ciudad dispone de tres estaciones de tren.

## Arquitectura
La arquitectura de Oradea es una mezcla entre las construcciones de la era comunista, principalmente en los distritos externos y de hermosas construcciones históricas, ante todo en estilo barroco, vestigios de la época en que la ciudad formaba parte del Imperio austrohúngaro.
Durante la era comunista y en los primeros años de la era postcomunista, muchos de estos edificios sufrieron degradaciones, pero a partir de 2002, con el estallido económico de Rumanía, estas edificaciones han sido restauradas. En la actualidad, la ciudad posee edificaciones históricas en muy buen estado.

## Puntos de interés
- La visita al centro de la ciudad vale el viaje, así como el centro de salud Băile Felix, al cual se accede por tren desde la ciudad.
- Museo Ţării Crişurilor – Un hermoso museo barroco con sus famosas 365 ventanas.
- Catedral barroca - La catedral barroca más grande de Rumanía
- Castillo de Oradea (Cetatea Oradea) – La fortaleza de Oradea, en forma de pentágono
- Iglesia ortodoxa "con Luna" (Biserica cu Lună) - Una iglesia única en Europa con un reloj mecánico que indica las fases de la luna
- Pasajul "Vulturul Negru" – El pasaje del Águila negra
- Museo "Ady Endre" – La casa de uno de los más grandes poetas húngaros
- Teatro del Estado – El teatro estatal, diseñado por arquitectos austriacos, que construyeron más de cien teatros y salas de ópera por gran parte de Europa en el siglo XIX.
- La ciudad cuenta con cerca de 100 iglesias de diferentes cultos, además 3 sinagogas (de las cuales solo una sigue en uso), y la iglesia bautista más grande en la Europa del este.

## Ciudades hermanadas
- Ceyrat, Auvernia, Francia.
- Coslada, Comunidad de Madrid, España.
- Debrecen, Hungría.
- Guivatayim, Israel.
- Ivano-Frankivsk, Ucrania.
- Košice, Eslovaquia.
- Linköping, Suecia.
- Mantua, Lombardía, Italia.
- Diamantina, Minas Gerais, Brasil.

## Personajes famosos relacionados con Oradea
- Atila
- Eva Heyman
- Ödön Beothy
- Carl Ditters von Dittersdorf
- Michael Haydn
- Béla Kun
- Julia Varady
- Endre Ady